# Rödpannad myrtrast
Rödpannad myrtrast (Formicarius rufifrons) är en fågel i familjen myrtrastar inom ordningen tättingar.

## Utseende
Rödpannad myrtrast är en 18 cm lång mörkbrun hönsliknande fågel. Ovansidan är fylligt brun med mer rostbruna övre stjärttäckare och orange- till rostfärgad främre del av hjässan. Undersidan är sotgrå, på nedre delen av buken brunare. Stjärten som den håller rest är mörk. Sången beskrivs som en serie stigande och fallande monotona visslingar.

## Utbredning och status
Fågeln förekommer i sydöstra Peru (Madre de Dios), angränsande västra Brasilien och nordvästra Bolivia. IUCN kategoriserar arten som livskraftig.